# Terebellides africana
Terebellides africana is een borstelworm uit de familie van de Trichobranchidae. De wetenschappelijke naam van de soort werd voor het eerst geldig gepubliceerd in 1918 door Augener als Terebellides stroemi africana.